# Trichoniscoides fouresi
Trichoniscoides fouresi är en kräftdjursart som beskrevs av Albert Vandel 1952B. Trichoniscoides fouresi ingår i släktet Trichoniscoides och familjen Trichoniscidae. Inga underarter finns listade i Catalogue of Life.